# زباديات النخيل
زباديات النخيل (الاسم العلمي Paradoxurinae)، فُصيلة ثدييات من الزباديات التي صُنفت ووصفت لأول مرة من قبل جون إدوارد غراي في عام 1864.
وضع بوكوك الأجناس الشرقية لهذه الفُصيلة: زبادة النخل، زباد النخل المقنع وقط الدبّيّ.